# Rinorea thomensis
Rinorea thomensis là một loài thực vật thuộc họ Violaceae. Đây là loài đặc hữu của São Tomé và Príncipe.